# Réservoir de Guarapiranga
Le réservoir de Guarapiranga (represa de Guarapiranga en portugais) est un lac artificiel situé au sud de la ville de São Paulo, au Brésil. 

## Géographie
À cheval sur les territoires de São Paulo, d'Itapecerica da Serra et d'Embu, le réservoir de Guarapiranga est alimenté par la rivière du même nom et par quelques cours d'eau moins importants. Il couvre une superficie de 26,6 km2 et contient un volume de 171 millions de m3 d'eau.

## Histoire
Le réservoir a été construit en 1906-1908 par la compagnie São Paulo Tramway, Light and Power, une entreprise à capitaux canadiens très active à São Paulo dans la première moitié du siècle. Guarapiranga servait alors de réservoir hydro-électrique. À partir de 1928, il fut aussi utilisé comme réservoir d'eau potable.
La présence du réservoir de Guarapiranga entraîna le développement rapide de la ville de Santo Amaro, qui n'était alors qu'un village. Les berges du lac ont aussi attiré diverses activités de loisirs nautiques et plusieurs quartiers résidentiels furent créés dans les années 1920-1930, comme Interlagos.

## Qualité des eaux
Dans les années 1980-1990, des quartiers populaires illicites (favelas) se créèrent autour du réservoir, ce qui entraîna le déversement d'eaux usées dans le réservoir et la diminution de la qualité de l'eau. 
La compagnie d'assainissement des eaux de l'État de São Paulo Sabesp a lancé en 2008 un programme de dépollution des eaux du réservoir

## Loisirs
Le réservoir de Guarapiranga est une des principales zones de loisirs de l'agglomération paulista. On y trouve de nombreuses plages, parcs, clubs de voile et sites de pêche.